# Разъезд 66
Разъезд 66 (каз. 66 разъезд) — упразднённый разъезд в Шалкарском районе Актюбинской области Казахстана. Входил в состав Кауылжырского сельского округа. Код КАТО — 156443600. Упразднен в 2019 г.

## Население
В 1999 году население разъезда составляло 34 человека (18 мужчин и 16 женщин). По данным переписи 2009 года, в разъезде проживало 59 человек (30 мужчин и 29 женщин).